# Celio (rione de Rome)
Pour les articles homonymes, voir Celio (homonymie).
Celio ['ʧɛ:ljo] est l'un des 22 rioni de Rome. Il est désigné dans la nomenclature administrative par le code R.XIX, qui fait partie de la zone urbanistique homonyme.

## Historique
Son logo représente le buste d'un africain coiffé de défenses d'éléphant en or fixées sur une couronne d'argent. Le buste d'un africain coiffé de défenses d'éléphant a en effet été trouvé sur via Capo d'Africa.

## Géographie
Au sud du Colisée, la colline du Celio (Cælius) est une des 7 Collines de la Rome antique. Une partie est occupée par le parc de la Villa Celimontana, et au sud par les Thermes de Caracalla. On peut y voir plusieurs églises importantes, comme Santo Stefano Rotondo, ou les basiliques Santi Giovanni e Paolo ou des Quatre Saints Couronnés.
|  |  |

## Sites particuliers

### Monuments
- Les portes du mur Servien : porte Querquétulane, porte Caelimontane (ouverture sur le Clivus Scauri), porte Capène
- Les portes du mur d'Aurélien : Porta Metronia, Porta Latina, et Porta San Sebastiano
- Arc de Constantin
- Le Colisée
- Le Columbarium de Pomponius Hylas
- Villa Celimontana et son obélisque de la villa Celimontana
- La fontaine de la Navicella
- Parc des Scipioni

### Églises
- Basilique Santi Giovanni e Paolo
- Basilique des Quatre-Saints-Couronnés
- Basilique Santa Maria in Domnica (Santa Maria de la Navicella)
- Basilique San Sisto Vecchio
- Église San Giovanni a Porta Latina et l'Oratoire San Giovanni in Oleo associé
- Église San Gregorio al Celio
- Église Saint-Étienne le Rond
- Église Santa Maria della Pietà al Colosseo
- Église San Tommaso in Formis
- Église San Cesareo de Appia
- Oratoires Sant'Andrea, Silvia, Barbara